# Devanture

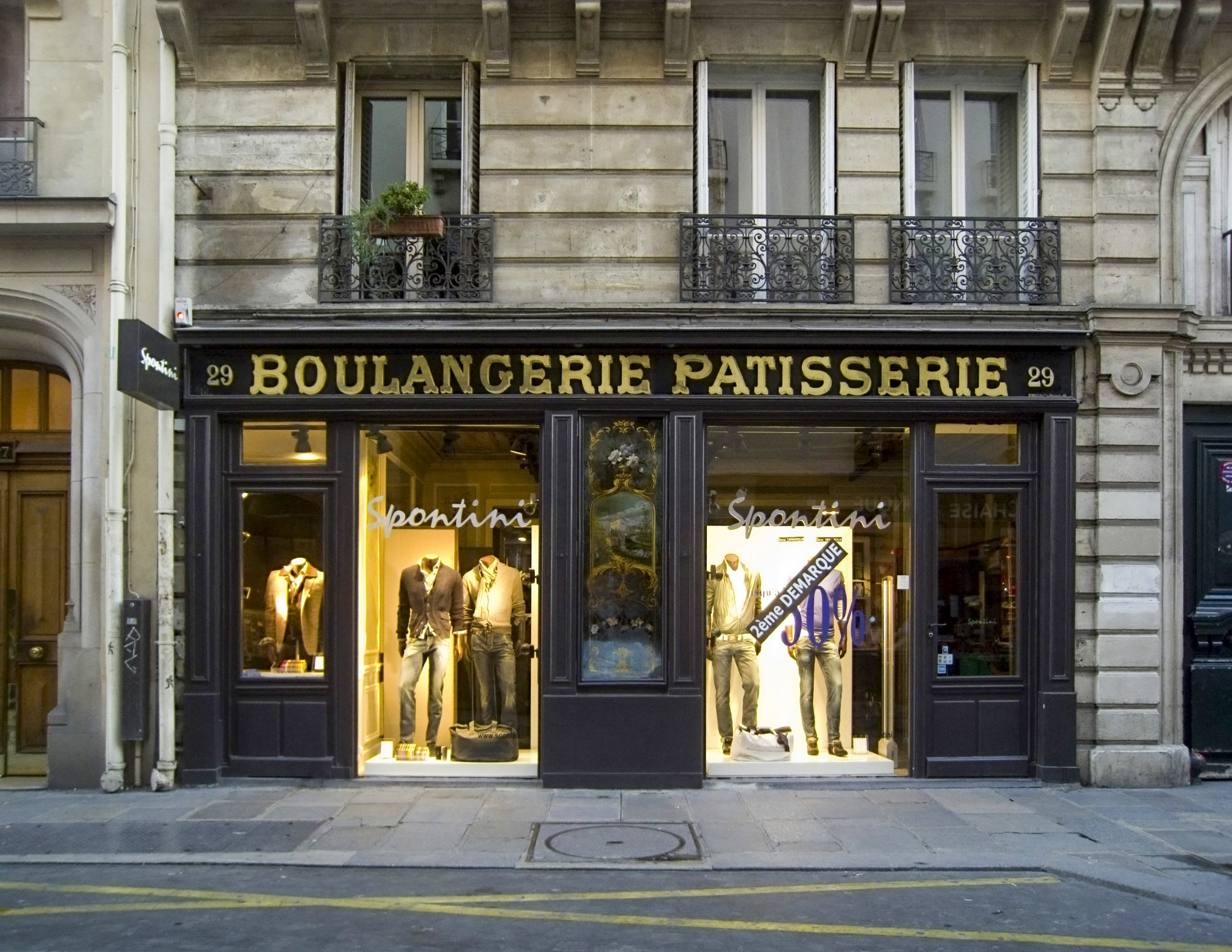
La devanture comprend généralement un soubassement, une partie vitrée et un entablement portant l'enseigne. Un caisson lumineux en drapeau peut renforcer la visibilité de la signalétique. L'ouverture d'un nouveau magasin peut se faire avant la dépose de l'ancienne devanture.

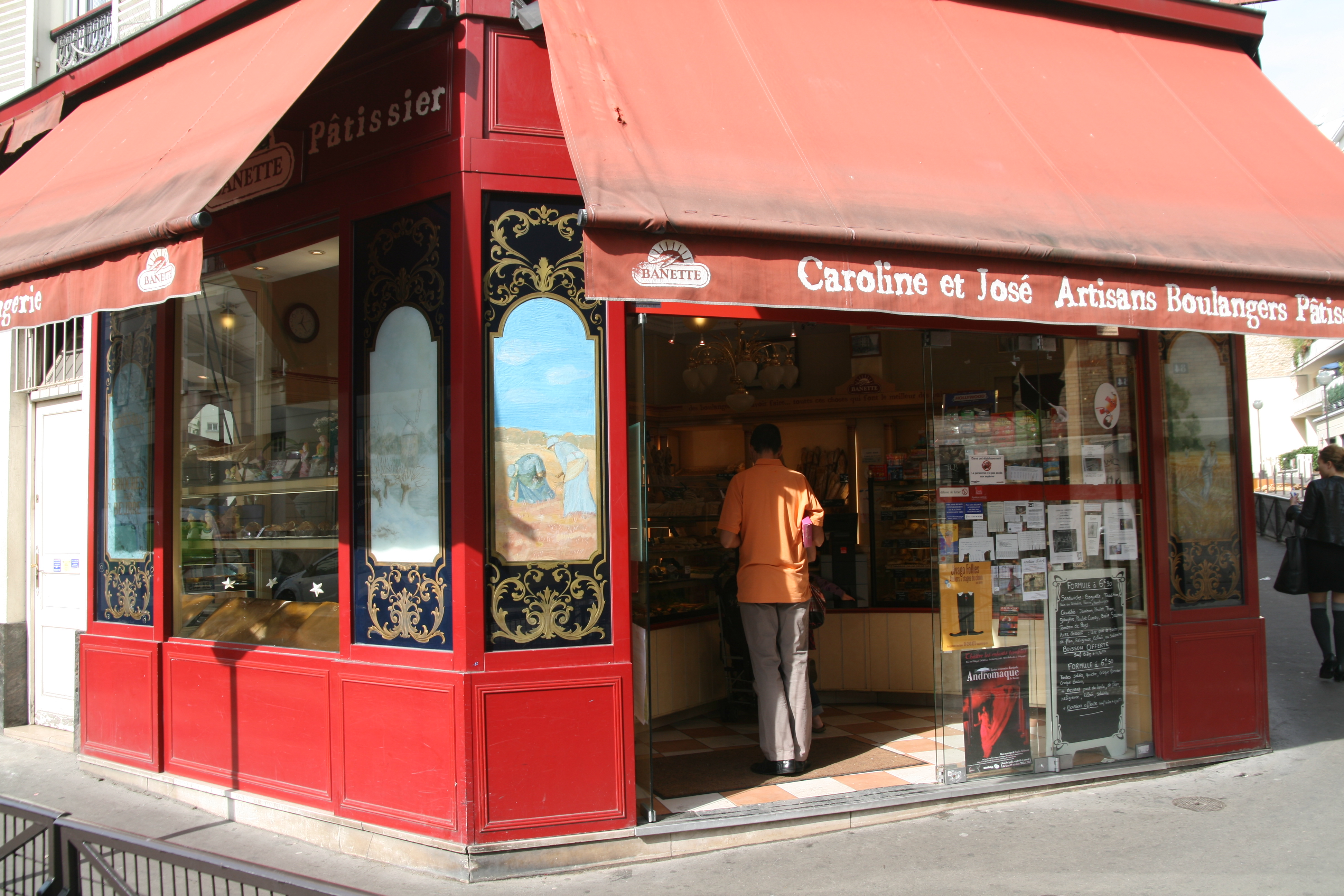
Le store-banne est un système de protection contre le soleil qui s’installe sur la devanture et permet le déploiement d'un lambrequin (partie tombante frontale de ce store) qui peut recevoir l'enseigne imprimée.

Une devanture de magasin ou de boutique ou devanture commerciale est le revêtement de la façade comportant une enseigne, la vitrine du magasin et l'ornementation des piliers qui l'encadrent. Les devantures, par leur diversité de formes et de couleurs, sont des composantes essentielles du paysage de la rue au même titre que les façades des autres bâtiments, le mobilier urbain ou les sols.
Élément clé de la devanture, les enseignes peuvent être apposées sur le mur, que ce soit parallèlement (en bandeau principal ou secondaire, vitrophanie, ou au lambrequin du store-banne ou sur la marquise) ou perpendiculairement (en potence, en drapeau). Elles peuvent être rétroéclairées (néons, leds…) ou éclairées par des spot-pelles installés en saillie. 
La façade commerciale comporte habituellement l’entrée principale d’un commerce et des vitrines. Les faces latérales sont considérées comme des façades commerciales si elles présentent des enseignes.
Un métier est rattaché à la publicité murale des devantures : le peintre en lettres.
Les devantures sont réglementées par le document d’urbanisme conçu par les collectivités : Règlement Local de Publicité Intercommunal (RLPI). Le RPLI réglemente toute la publicité : publicité murale, enseigne et préenseignes, il peut par exemple autoriser un caisson lumineux comme enseigne si seul son lettrage est diffusant (c'est-à-dire si la lumière produite par le dispositif intérieur d’éclairage est uniquement perceptible à travers les lettres, et non pas à travers la structure translucide entière du caisson lumineux).

## Étymologie
Attesté au XIIIe siècle, « devanture » est construit avec le mot « devant » et le suffixe « -ure ». Son sens de « revêtement du devant d'une boutique » apparaît en 1811.

## Esthétique

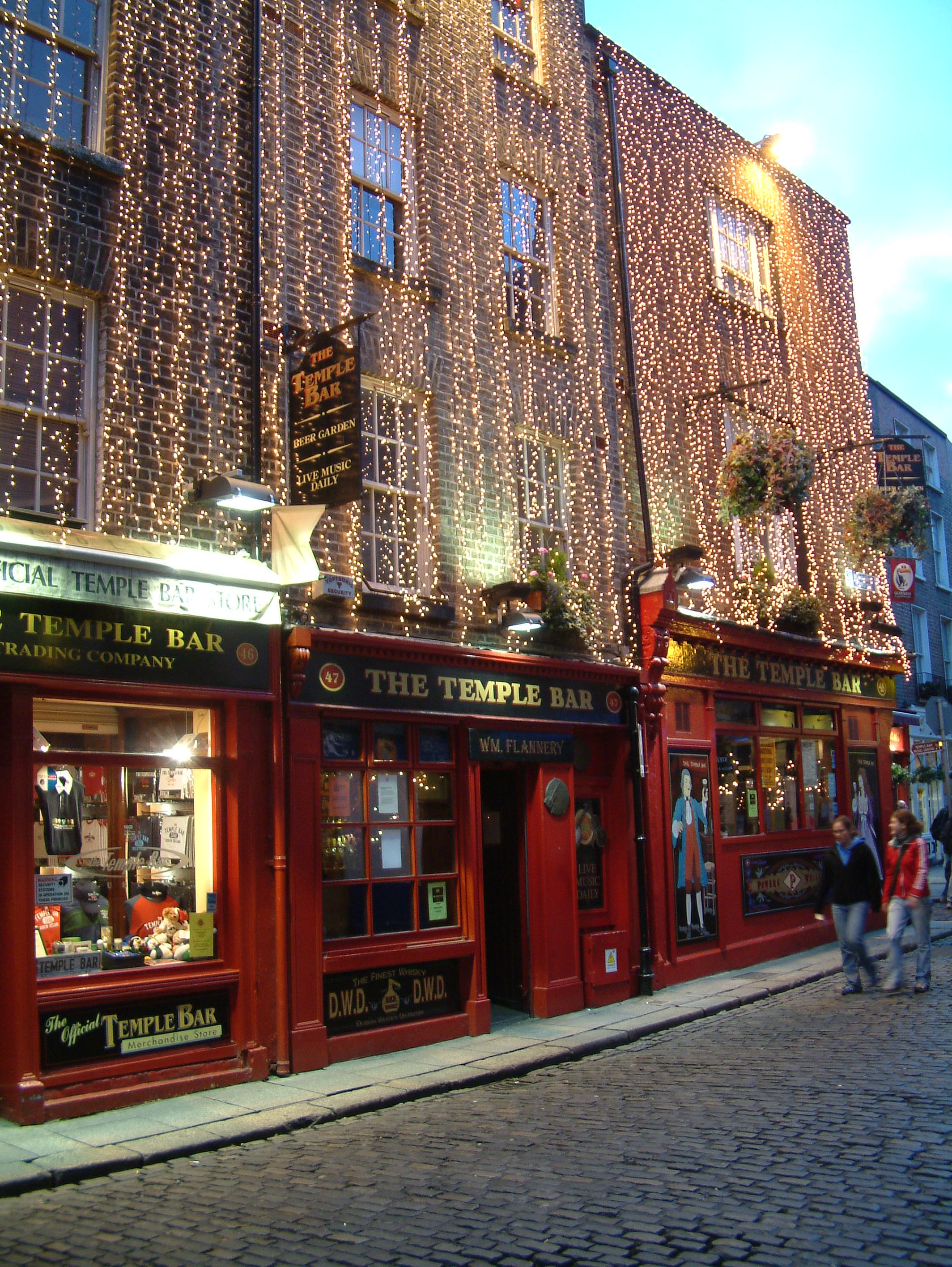
Lumières de Noël au-dessus de la devanture de The Temple Bar à Dublin.

Certaines devantures de boutiques anciennes, par leur valeur esthétique et richesse de leur décor sont classées aux monuments historiques, caractérisant le patrimoine rural ou urbain français.
Leur modénature compose les rues ou quartiers commerçants.
Pour les fêtes de Noël, les devantures sont parées de décorations de Noël. Elles contribuent au marketing des magasins. Elles sont aussi le lieu d'installations publicitaires qui peuvent être agressives ou envahissantes.

## Éléments historiques
La « devanture en feuillure » (ou « en creux ») est issue des échoppes et boutiques du Moyen Âge. Elle est conçue comme un simple percement au rez-de-chaussée de l'immeuble. Elle présente l'aspect de la façade jusqu'au sol. À l'intérieur des baies, des matériaux différents peuvent être utilisés. Échoppe médiévale et devanture sont indissociables, aucun élément ne venant en superstructure. Les boutiques à cette époque se groupent souvent dans un quartier dédié, ou se placent en retrait de galeries couvertes à arcades spécialement étudiées pour l'animation commerciale. Au XVe siècle, les enseignes peintes, voire sculptées, deviennent flottantes (suspendues à une potence débordant au-dessus de la rue). À l'époque classique apparaît la devanture vitrée dans un châssis de petit-bois posé en feuillure dans l'épaisseur du mur. Ces devantures « construites avant le XVIIIe siècle n'ont que rarement conservé leurs menuiseries d'origine ; seuls en subsistent des éléments architecturés : arcades , étals et piliers de pierre ou poteaux de bois supportant  les poutres de linteaux ».

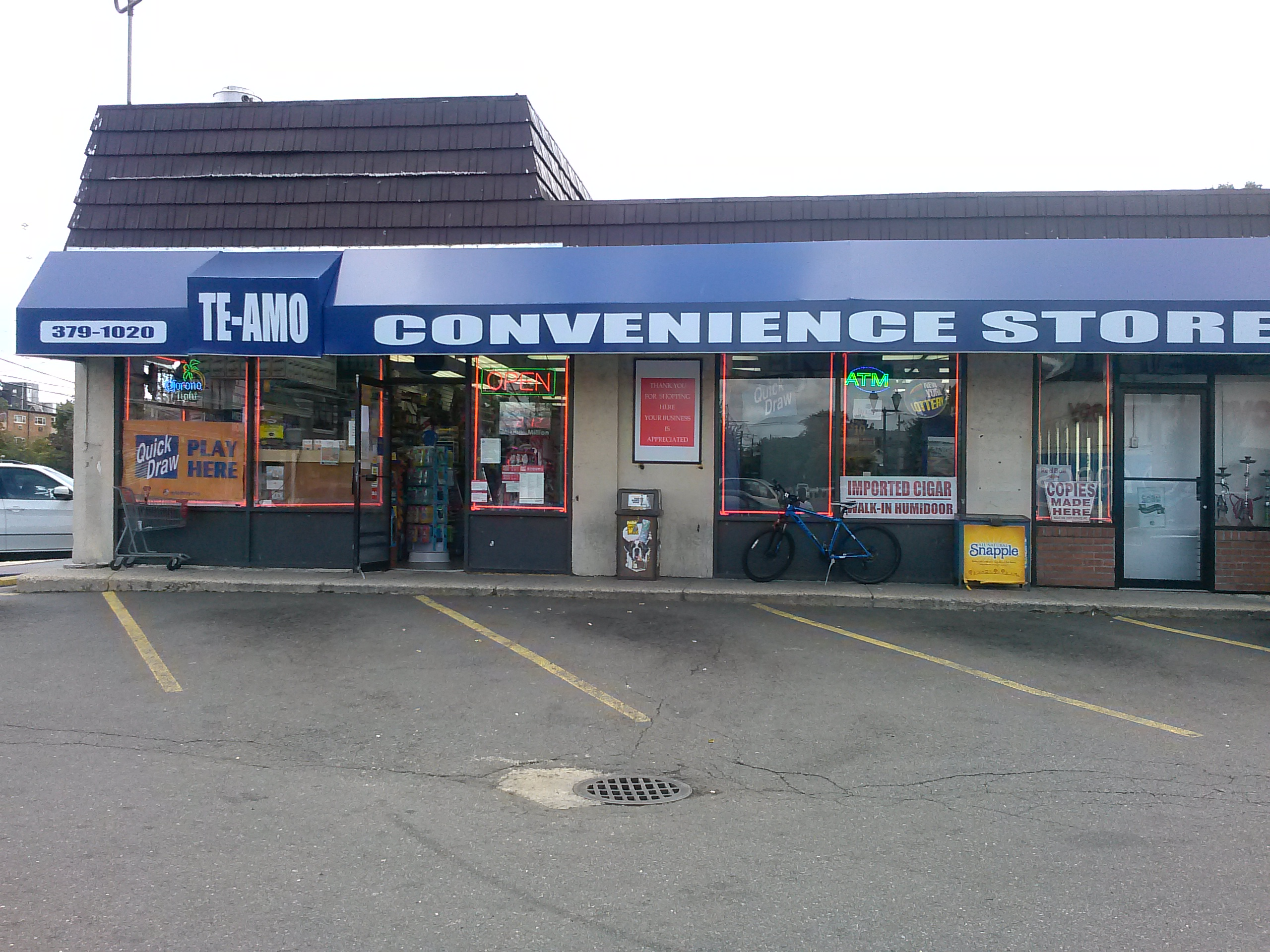
Magasins de proximité ou supérettes.

La « devanture en applique » est apparue à la fin du XVIIIe siècle. Elle est composée d'un coffrage menuisé et peint qui fait saillie sur la maçonnerie et encadre les baies, formant un décor qui masque les murs du rez-de-chaussée.
Au XIXe siècle, l'arrivée des grands magasins modifient l'apparence des devantures de leurs boutiques, lesquelles font dès lors appel à de multiples décors de peinture et matériaux de placage (stuc, bois peint, peintures sur verre, carreaux de céramique, marbre, métal) correspondant souvent à des styles décoratifs qui marquent chaque époque de l'architecture commerciale (style Empire, Restauration, Art nouveau, Art déco…). Les magasins populaires gardent parfois leur publicité murale en guise d'enseigne, mais les changements successifs d'enseignes et de propriétaires les font disparaître.
À partir du milieu du XXe siècle, se développent des centres commerciaux « dans la périphérie des grandes agglomérations. Les enseignes et les couleurs clinquantes, et le souci du moindre coût en sont les caractéristiques. Elles ont peu à peu gagné les rues commerçantes des centres-villes en s’adaptant à ce changement d’échelle, et en reprenant les principes de la devanture en applique traditionnelle tout en les simplifiant. Cette simplification peut aboutir à de beaux exemples d’une grande sobriété et à l’insertion d’une esthétique contemporaine dans le paysage urbain », notamment lorsque les communes établissent des règlements ou des chartes architecturales afin de favoriser l'intégration des devantures commerciales dans le paysage de la rue.

## Éléments architecturaux
La devanture est composée de parties maçonnées ou coffrages menuisés, huisseries, enseignes, systèmes de fermeture, bannes.
Des éléments anciens peuvent y apparaître : pierre, joints, enduits, grilles en fer forgé et éléments en fonte, décapage et mise en teinte des menuiseries et devanture bois en applique.

## Illustrations

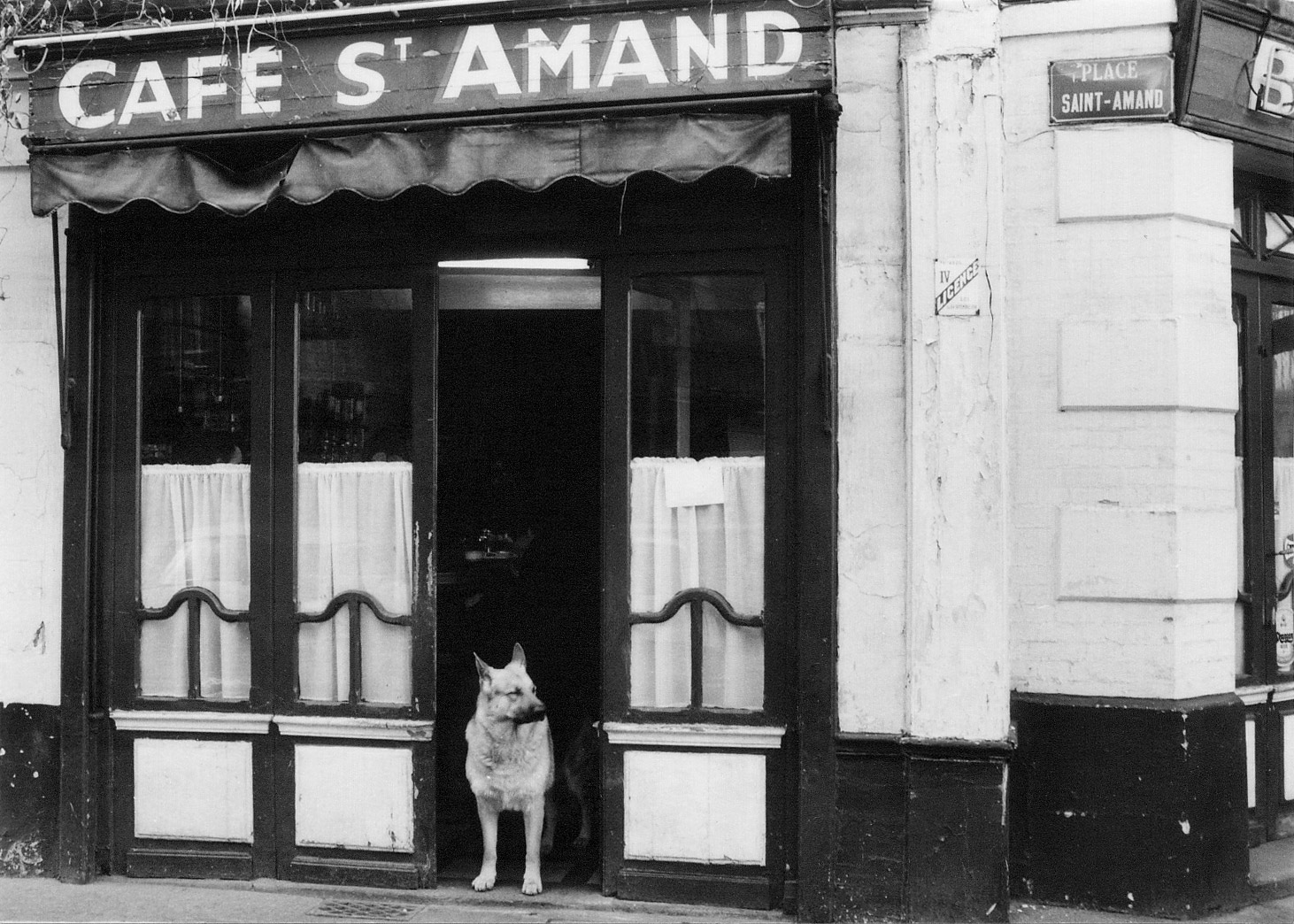
Devanture d'un ancien café français à Rouen.
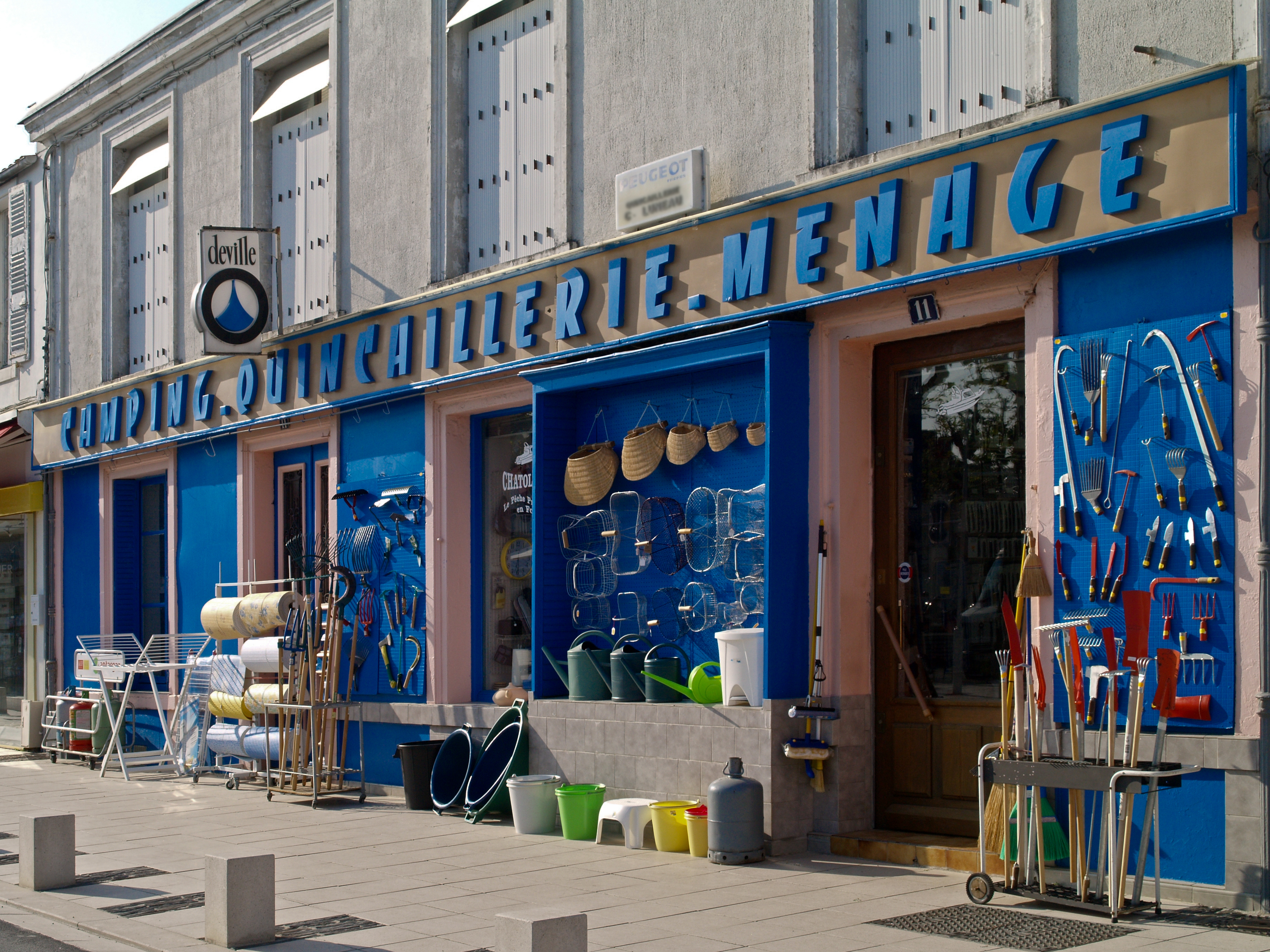
Devanture d'une quincaillerie en Charente-Maritime (France).
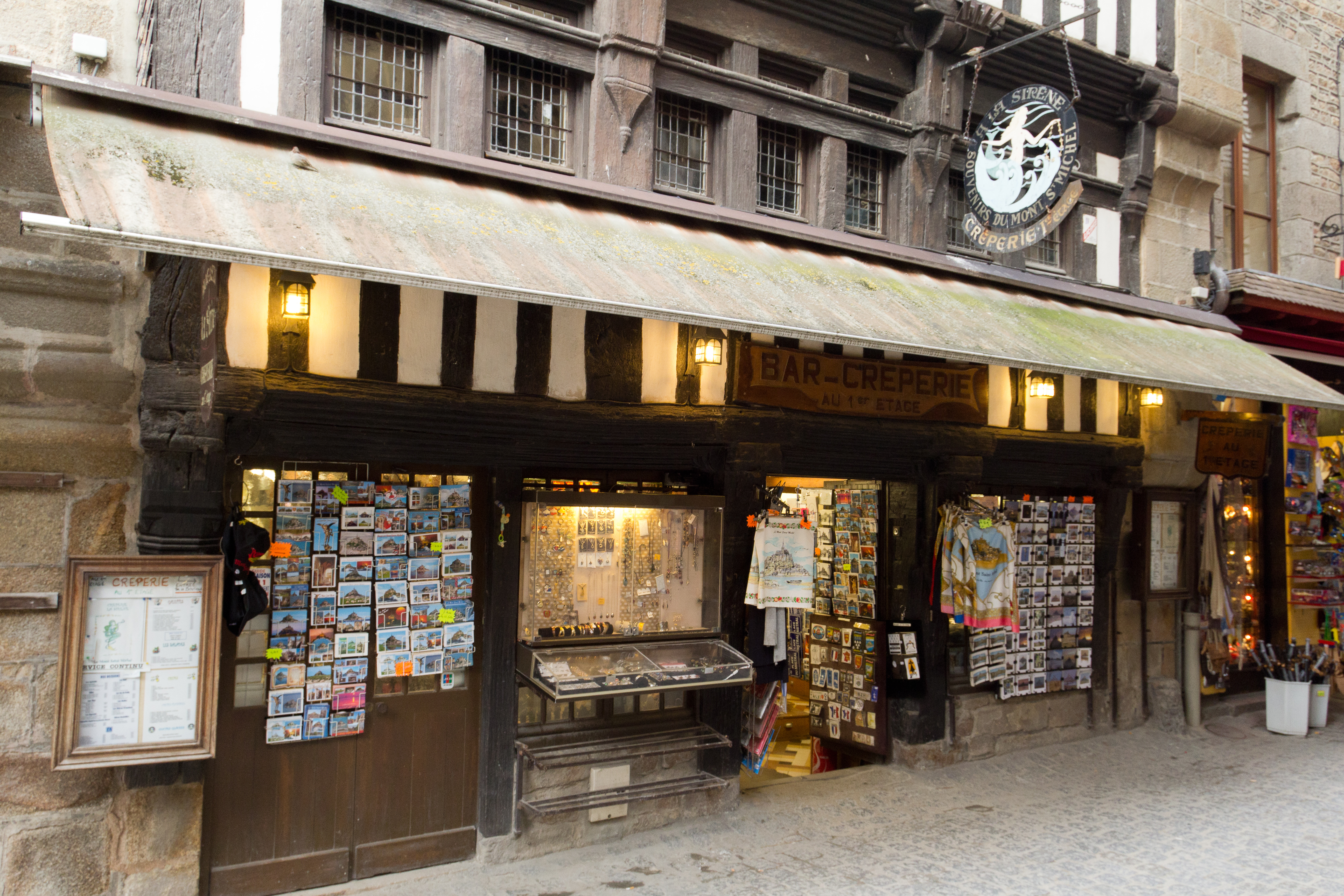
Un bar-crêperie au Mont-Saint-Michel (France).
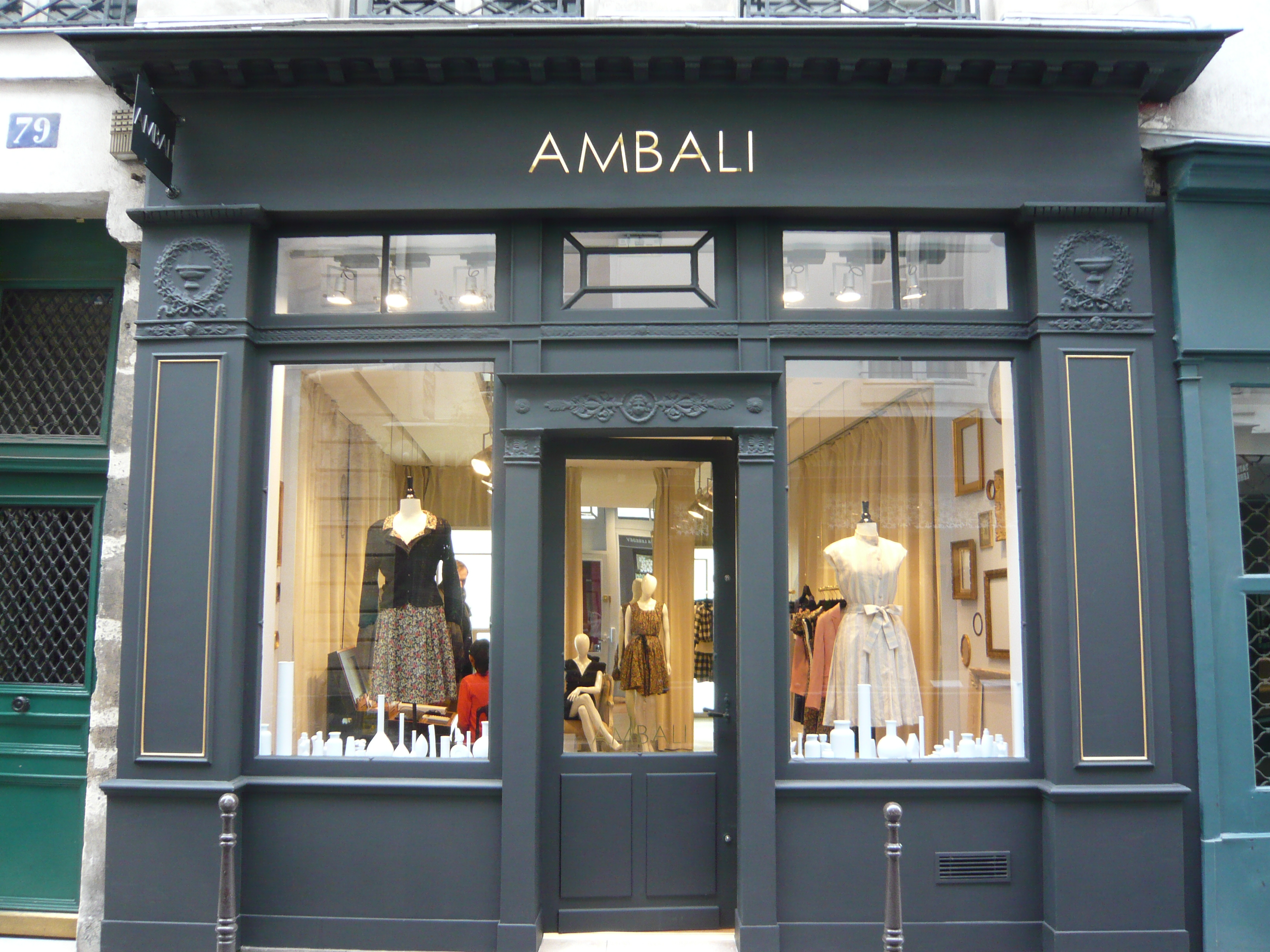
Devanture d'une boutique parisienne, au 79, rue Vieille-du-Temple à Paris (1925).
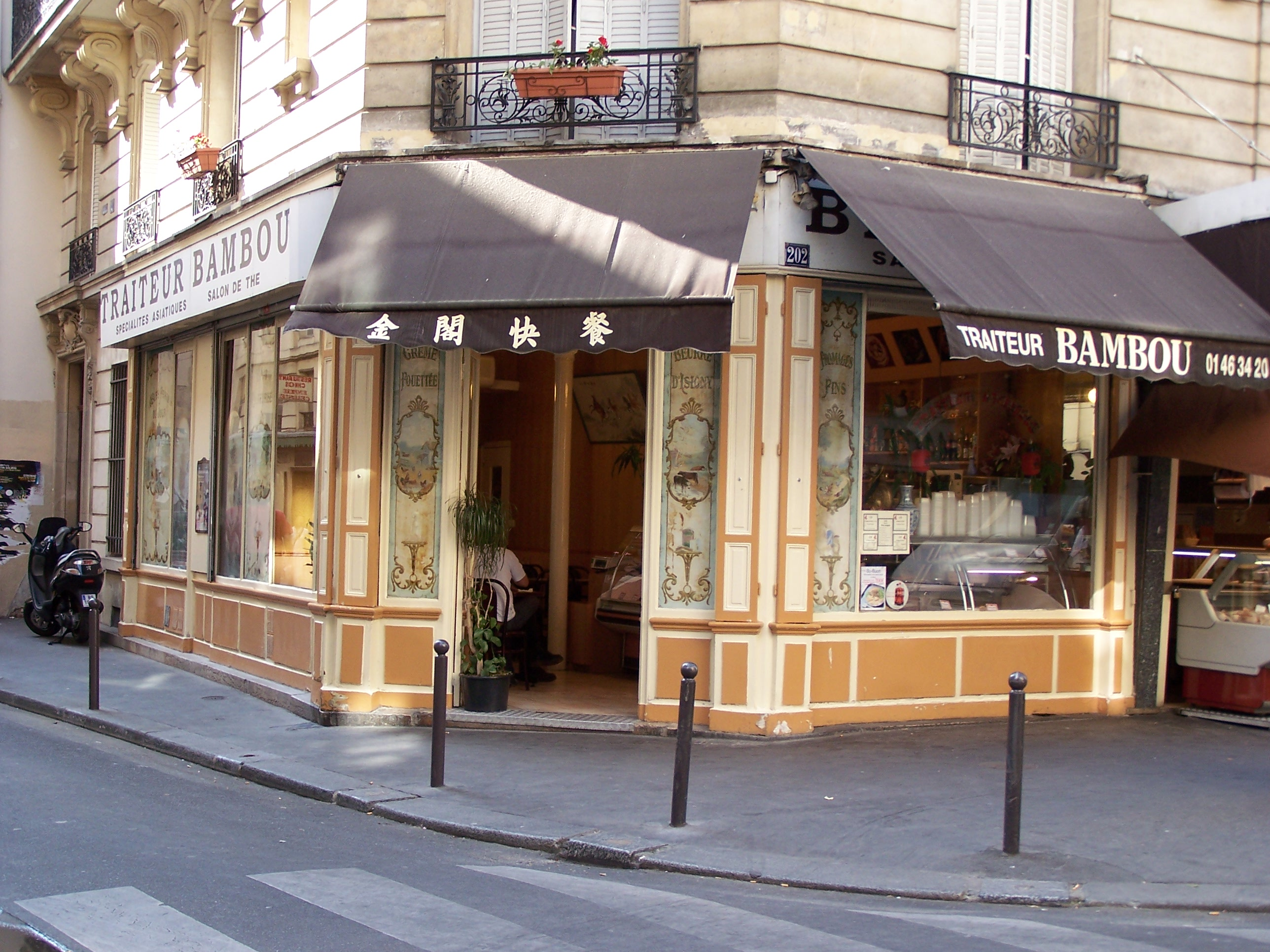
Devanture d'une crèmerie, au 202, rue Saint-Jacques à Paris.
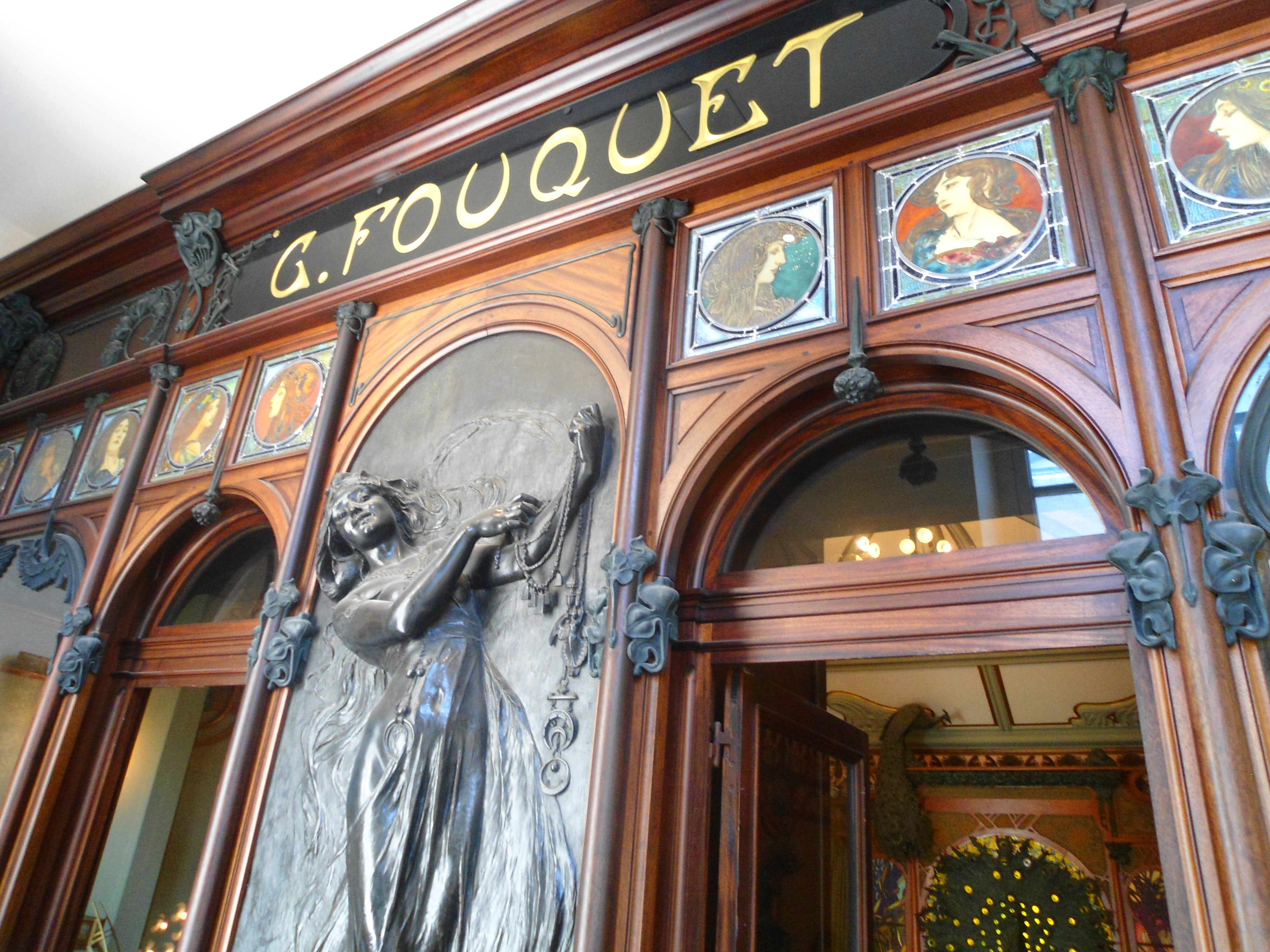
Devanture de la bijouterie Fouquet (style Art nouveau) à Paris.
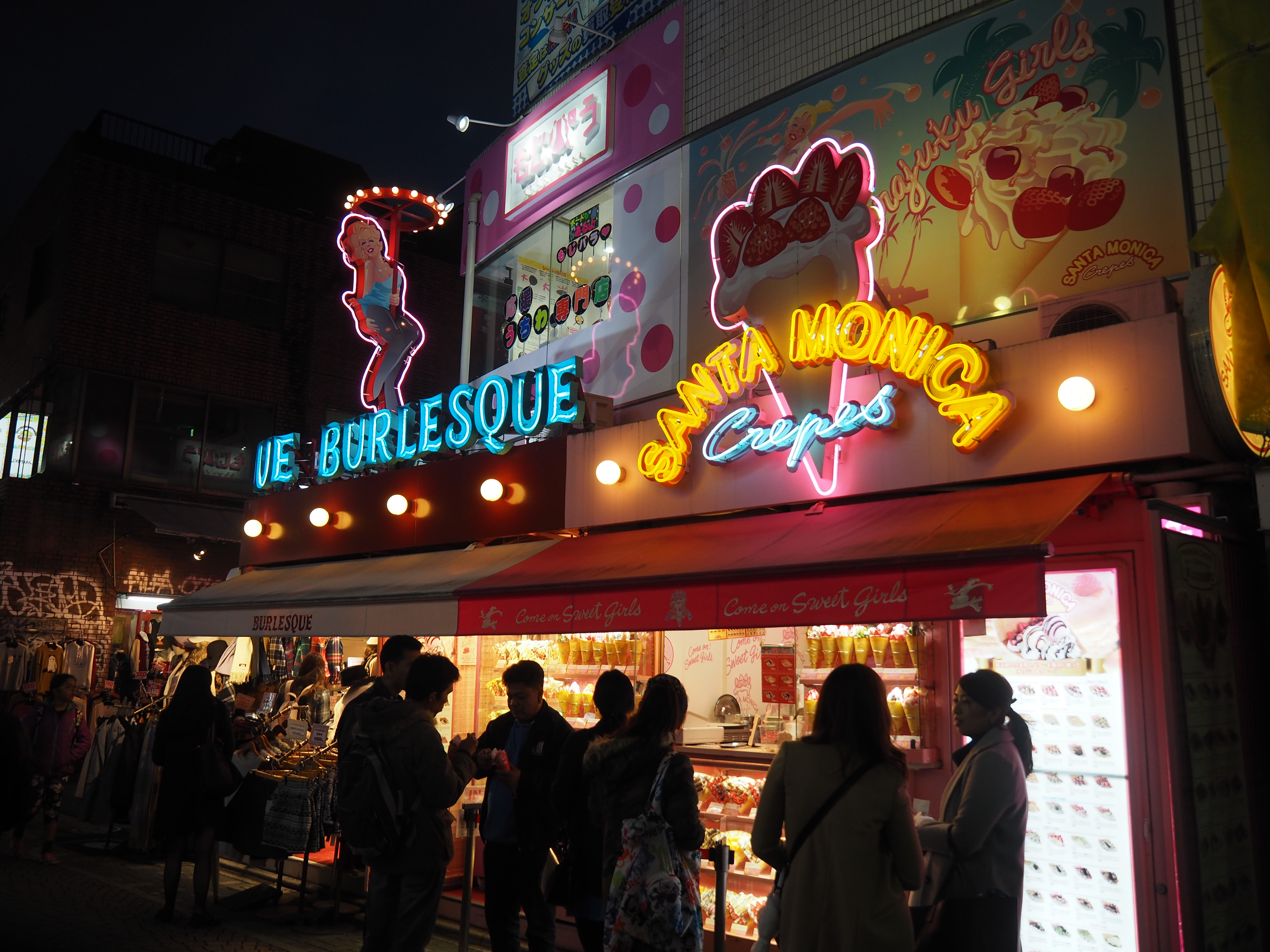
Devanture à enseignes lumineuses en néon publicitaires à Harajuku.
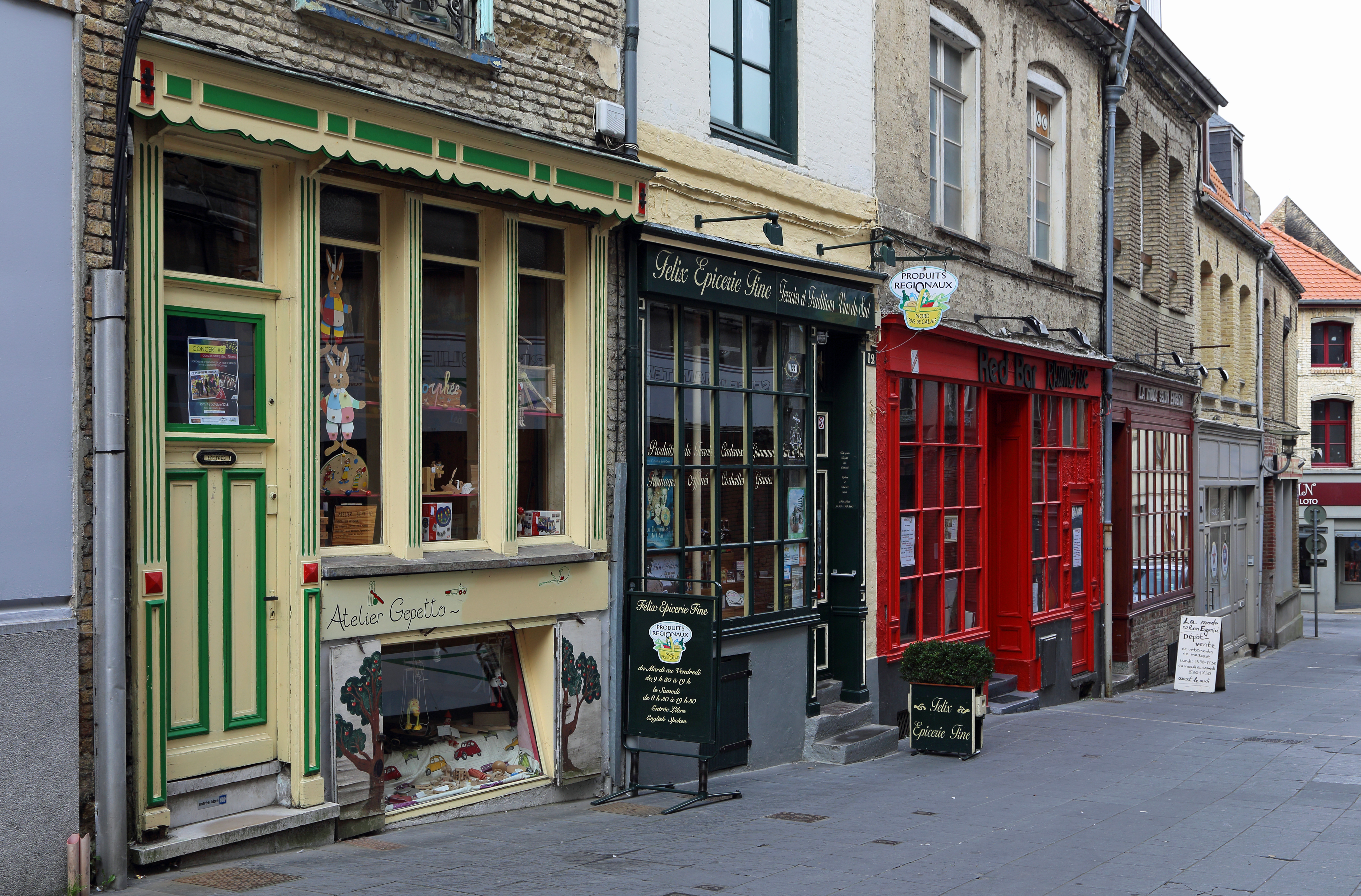
Devantures colorées, rue du Huitième-de-Ligne à Saint-Omer (France).
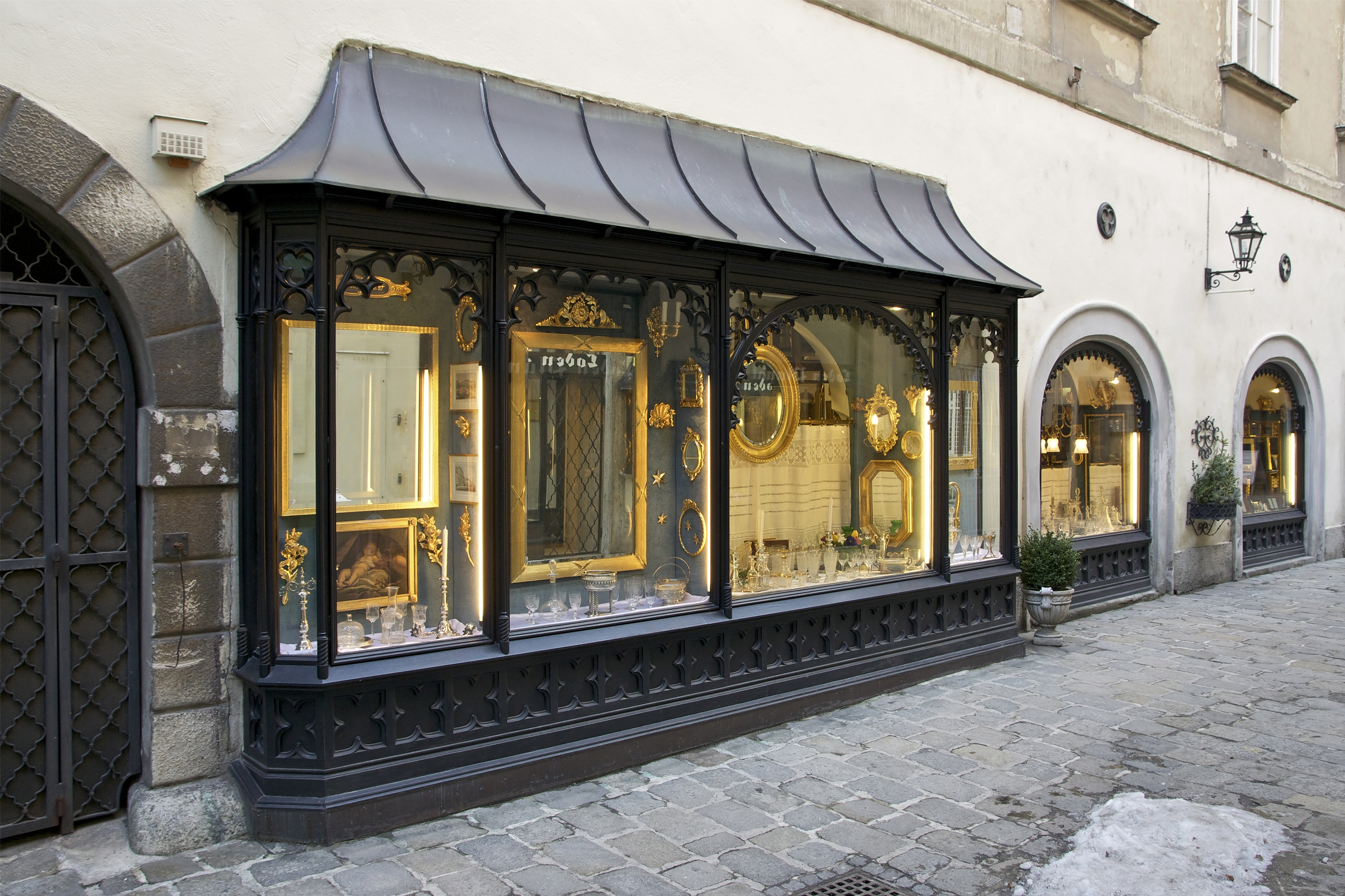
Devanture d'un vieux magasin dans une ruelle de Vienne (vitrine et entrée).
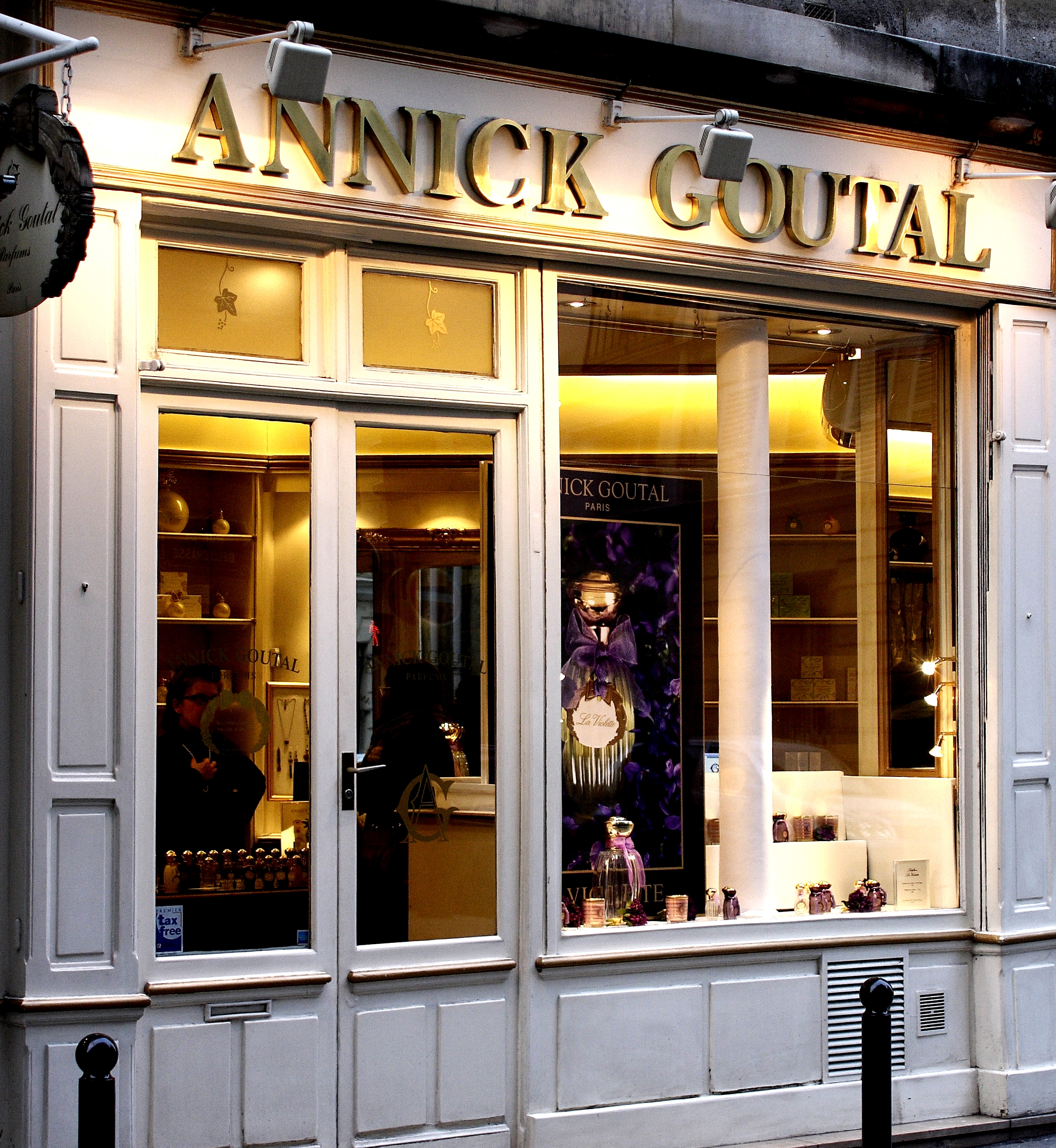
Magasin de parfum à Paris.
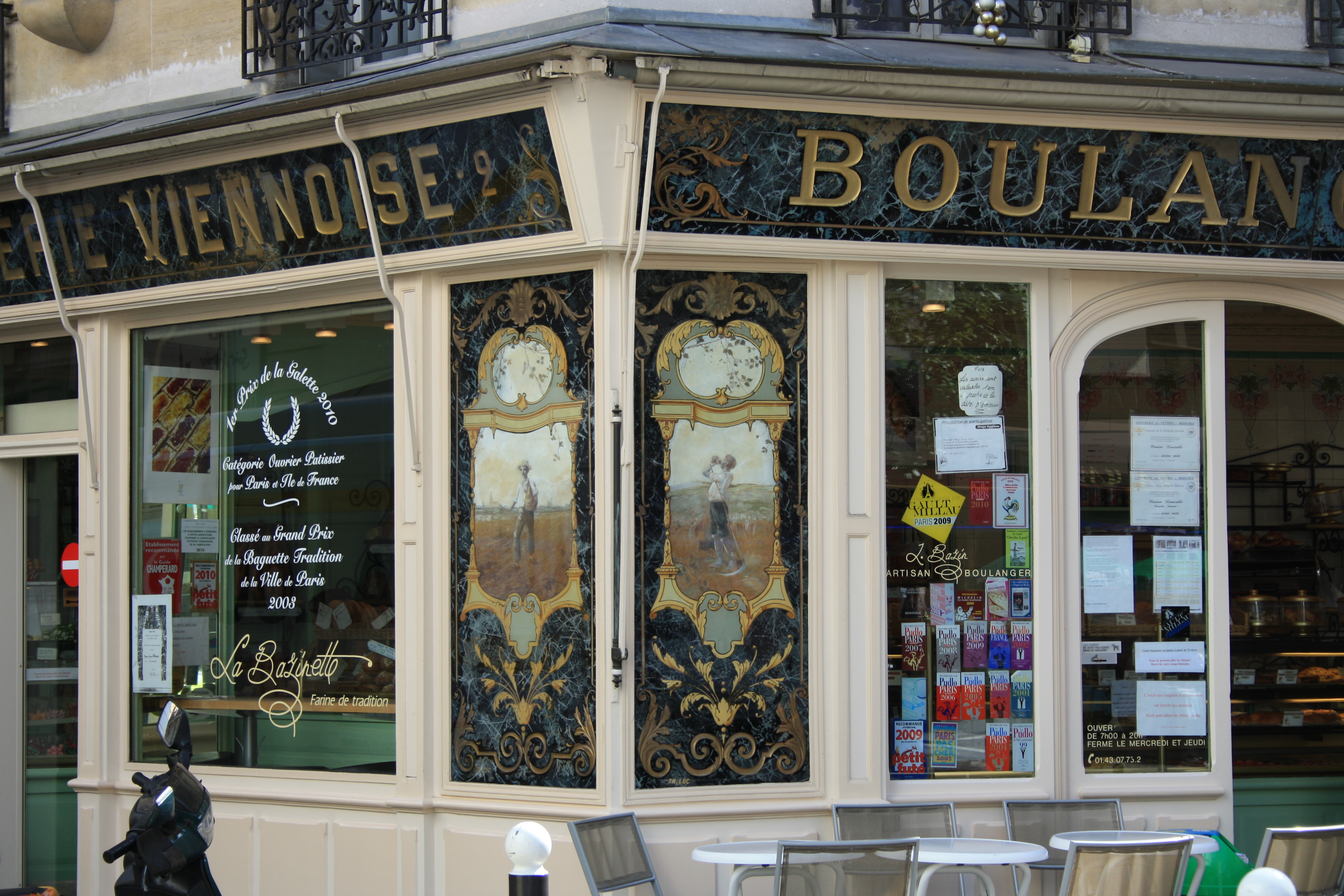
Devanture d'une ancienne boulangerie de Paris.
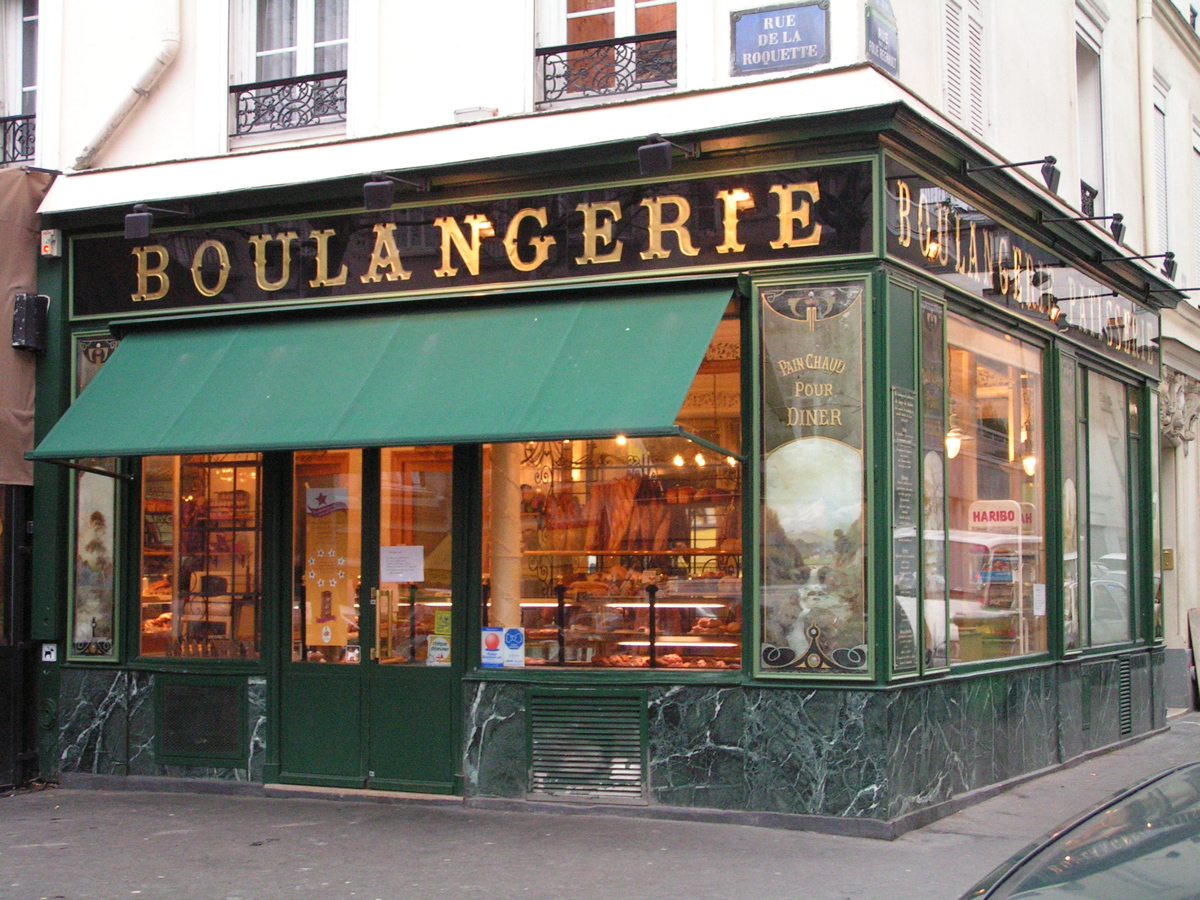
Devanture en verre églomisé d'une boutique du boulanger, classée monument historique.
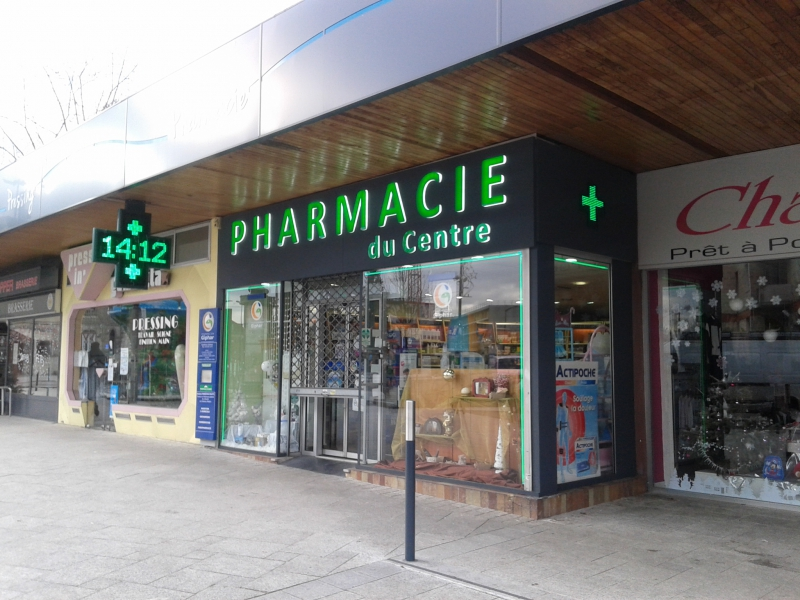
Devanture avec enseigne lumineuse de pharmacie en France.
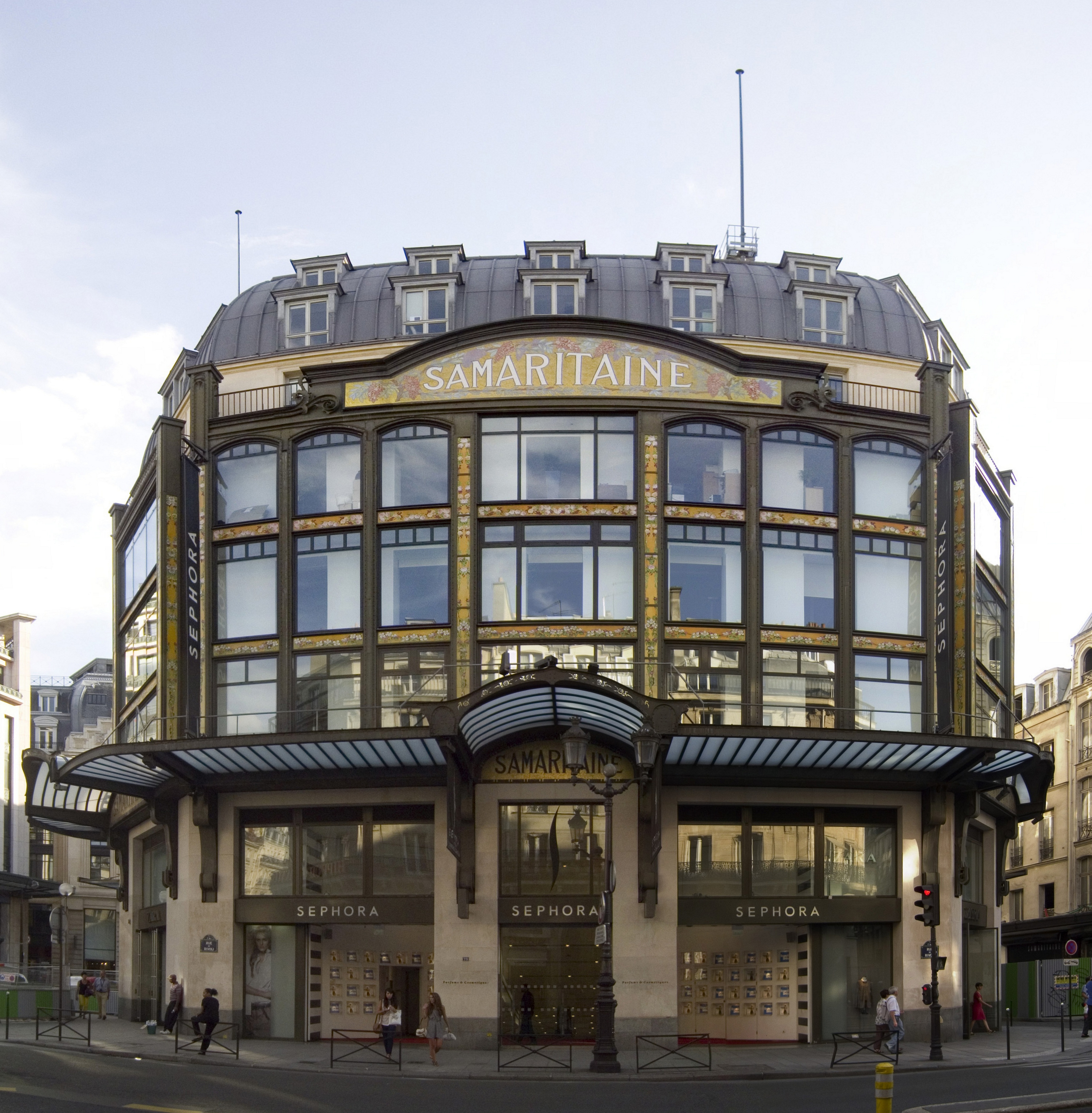
Grand magasin Samaritaine à Paris : sa devanture est longue.
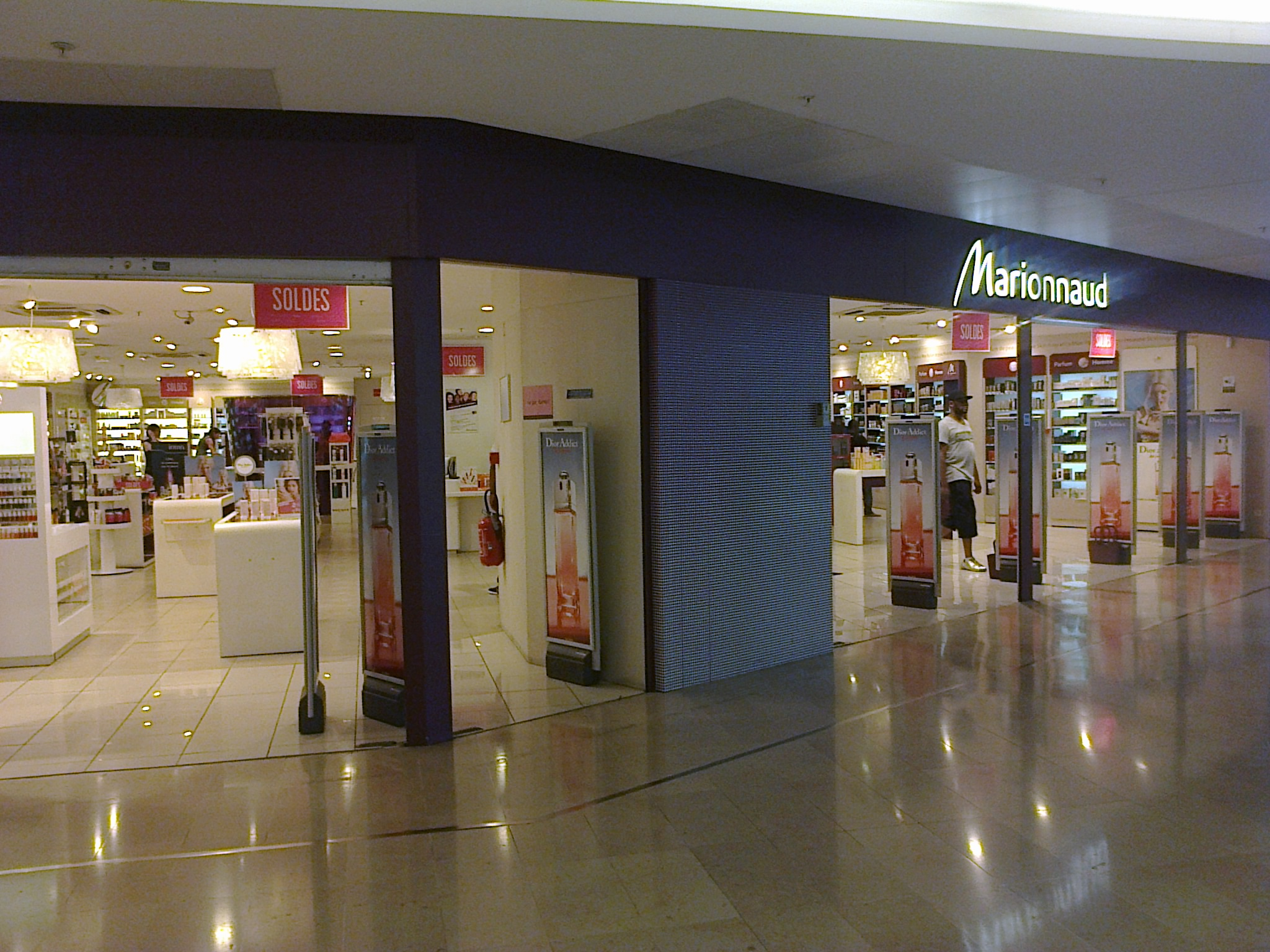
Magasin dans un centre commercial : sa devanture se confond avec ses entrées.
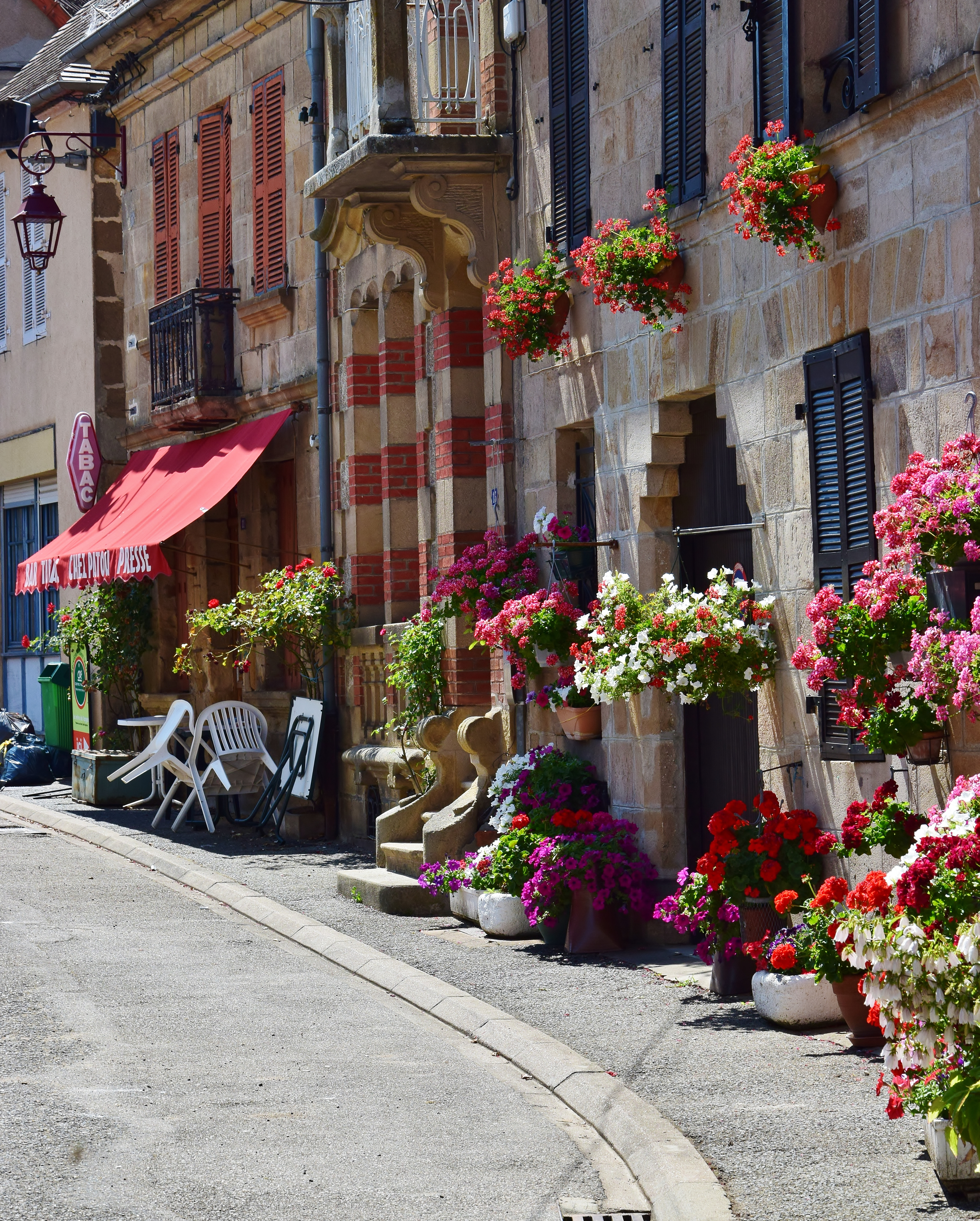
Devanture de débit de tabac avec son enseigne « Carotte », dans une perspective d'une rue fleurie et des reliefs de sa modénature, en France.